# 1065년

## 연호
- 북송(北宋) 치평(治平) 2년
- 요(遼) 함옹(咸雍) 원년
- 일본(日本) 고헤이(康平) 8년 / 지랴쿠(治暦) 원년
- 서하(西夏) 공화(拱化) 3년
- 리 왕조(李朝) 쯔엉타인자카인(彰聖嘉慶) 7년

## 기년
- 고려(高麗) 문종(文宗) 19년
- 북송(北宋) 영종(英宗) 2년
- 요(遼) 도종(道宗) 11년
- 서하(西夏) 의종(毅宗) 17년
- 리 왕조(李朝) 성종(聖宗) 12년

## 사건
- 12월 28일 - 영국 웨스트민스터 사원 완공.